# Langenrohr
Langenrohr – gmina targowa w Austrii, w kraju związkowym Dolna Austria, w powiecie Tulln. Według Austriackiego Urzędu Statystycznego liczyła 2 322 mieszkańców (1 stycznia 2014).